# Gran Premio ISD
El Gran Premio ISD es una carrera ciclista de un día ucraniana. Creada en 2015, forma parte del UCI Europe Tour desde su creación, en categoría 1.2. Discurre por los alrededores del óblast de Vínnitsa. 

## Palmarés
| Año  | Ganador             | Segundo            | Tercero         |
| ---- | ------------------- | ------------------ | --------------- |
| 2015 | Andriy Khripta      | Oleksandr Polivoda | Maxim Vassiliev |
| 2016 | Nurbolat Kulimbetov | Samir Jabrayilov   | Matvey Nikitin  |

## Palmarés por países
| País       | Victorias |
| ---------- | --------- |
| Ucrania    | 1         |
| Kazajistán | 1         |